# Euphorbia curocana
Euphorbia curocana ist eine Pflanzenart aus der Gattung Wolfsmilch (Euphorbia) in der Familie der Wolfsmilchgewächse (Euphorbiaceae).

## Beschreibung
Die sukkulente Euphorbia curocana wächst aus einer knolligen Wurzel und bildet reich verzweigte kleine Sträucher aus, die etwa 30 Zentimeter hoch werden. Die steifen Triebe verholzen und sind dornspitzig. Die sukkulenten Blätter sind elliptisch und mit Flaumhaaren besetzt. Sie sind sitzend angeordnet, werden 8 Millimeter lang und 2 Millimeter breit und sind vergänglich.
Die mit Flaumhaaren versehenen Cymen stehen an etwa 4 Millimeter langen Stielen und bestehen aus ein bis drei Cyathien, die einen Durchmesser von bis zu 9 Millimeter erreichen. Die etwa quadratisch geformten Nektardrüsen besitzen vier bis sechs kurze Anhängsel am Außenrand und sind grünlich gelb gefärbt. Die nahezu kugelförmige und in etwa sitzende Frucht wird annähernd 6 Millimeter groß und ist mit wenigen Flaumhaaren versehen. Der eiförmige Samen wird 2,9 Millimeter lang und 2,4 Millimeter breit. Er besitzt eine glatte Oberfläche.

## Verbreitung und Systematik
Euphorbia curocana ist im Südwesten von Angola auf ebenen und steinhaltigen Wüstenflächen verbreitet.
Euphorbia curocana gehört zur Sektion Anthacanthae der Untergattung Athymalus. Die Erstbeschreibung der Art erfolgte 1975 durch Leslie Charles Leach. Ein nomenklatorisches Synonym zu dieser Art ist Tirucallia curocana (L.C.Leach) P.V.Heath (1996).